# 추적 (1947년 영화)
추적(Pursued)은 미국에서 제작된 라울 월쉬 감독의 1947년 드라마, 멜로/로맨스, 스릴러 영화이다. 테레사 라이트 등이 주연으로 출연하였고 밀튼 스펄링 등이 제작에 참여하였다.

## 출연

### 주연
- 테레사 라이트
- 로버트 미첨

### 조연
- 주디스 앤더슨
- 딘 자거
- 앨런 헤일
- 존 로드니
- 해리 커리 쥬니어
- 클리프턴 영

## 제작진
- 의상: 레아 로즈